# Westerbeeksloot (kanaal)
De Westerbeeksloot is een kanaal in het zuidwesten van de Nederlandse provincie Drenthe.

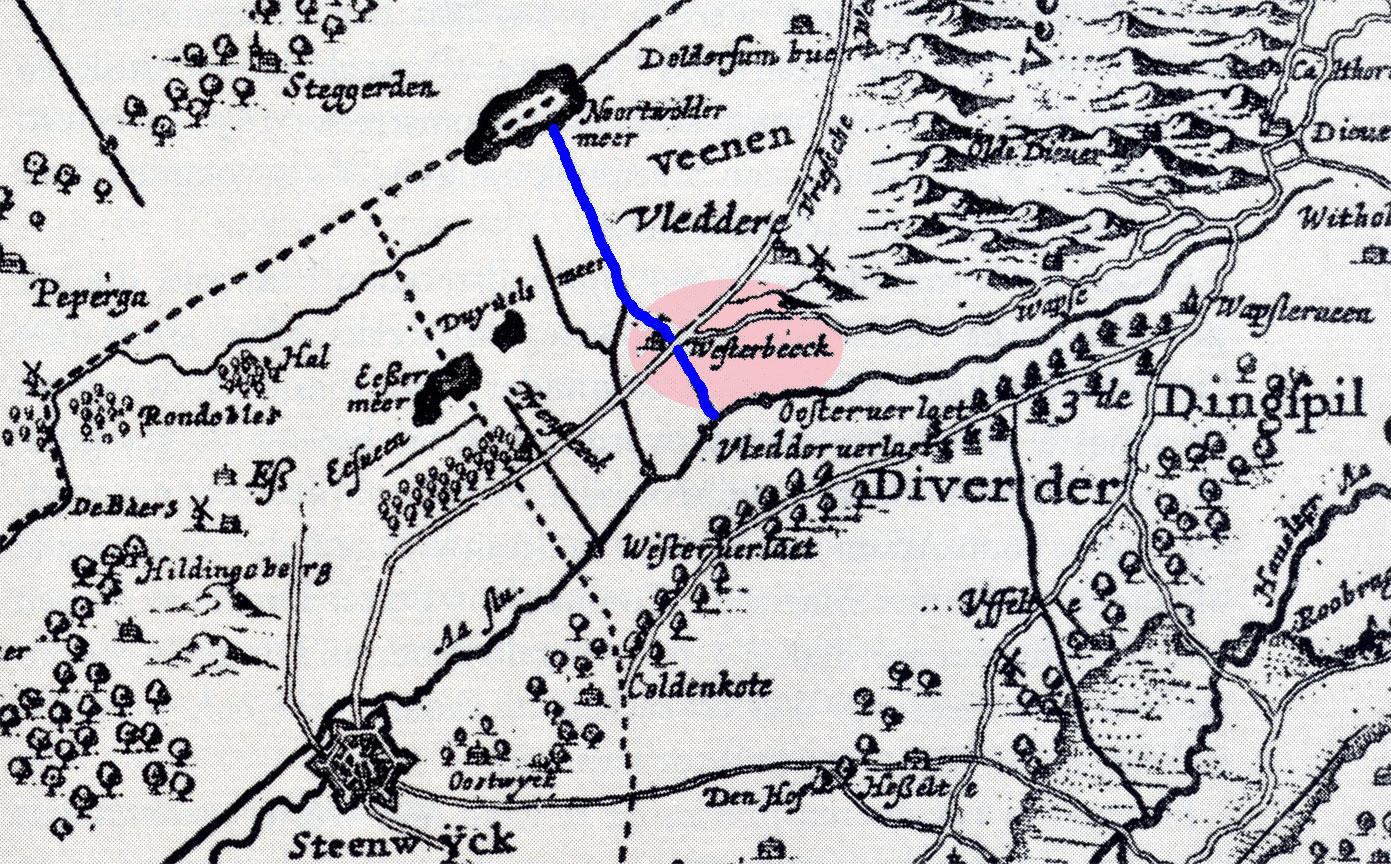
De Westerbeeksloot (blauw gekleurd) op een kaart van Drenthe, getekend door Cornelis Pijnacker in 1634

Westerbeeksloot (ook wel Schipsloot of Kolonievaart genoemd) werd in de eerste helft van de 17e eeuw aangelegd door jhr. François van Westerbeek, commandeur van de vesting Steenwijk, ten behoeve van de afvoer van turf uit het door hem gekochte ontginningsgebied nabij Vledder via de Wapserveensche Aa en de Steenwijker Aa naar Steenwijk. De Westerbeeksloot loopt vanaf het huidige Frederiksoord naar Wilhelminaoord. Op het gelijknamige landgoed Westerbeeksloot vestigde de Maatschappij van Weldadigheid de proefkolonie Westerbeeksloot, het latere Frederiksoord.
Anno 2009 is de Westerbeeksloot op veel plaatsen niet meer dan een sloot aan weerszijden begroeid met bomen en struiken. Halverwege Frederiksoord en Wilhelminaoord is het oorspronkelijk karakter van de Westerbeeksloot als veenkanaal voor het vervoer van turf nog te herkennen.